# Ротердамски метрополитен
Ротердамският метрополитен (на нидерландски: Rotterdamse metro) е най-големият и най-старият метрополитен в Бенелюкс. Първата линия е открита на 9 февруари 1968 г. от Беатрикс Нидерландска и нейния съпруг принц Клаус. Дължината на мрежата (без да включва линията RandstadRail, свързваща Ротердам и Хага) е 55,3 км, от които 15,3 км минават под земята, а други 8,5 км са изградени по естакада.

## Общи сведения
Само малка част от системата е под земята. По-голямата част от нея преминава на естакада или по повърхността на земята. Метрото в Ротердам е едно от малкото метра в света, имащо пресичане с градските улици на едно ниво. Има две причини за това. Първо, площите на левия бряг на Маас са построени през 60-те и 70-те на полдер. Ето защо, по улиците е предвидено доста широко пространство, където по-късно е възможно да се положат линии на метрото. На второ място, по-голямата част от Ротердам е под морското равнище, а изграждането на тунели е изключително трудно поради хидроложката ситуация.

## Линии
Мрежата се състои от 5 линии с общо 70 станции. Метрото пресича големите ръкави на делтата на Рейн три пъти, всички три пъти в тунел под реката. Два тунела (две линии) се движат под река Нийве-Маас, а тунелът на общ участък в западната част на мрежата минава под река Ауде-Маас. Има и голям брой тунели под улиците на града.
| Линия | Маршрут                              | Брой станции | Дължина |
| ----- | ------------------------------------ | ------------ | ------- |
| A     | Vlaardingen West – Binnenhof         | 24           | 17 km   |
| B     | Hoek van Holland Strand – Nesselande | 32           | 20 km   |
| C     | De Akkers – De Terp                  | 26           | 30 km   |
| D     | De Akkers – Rotterdam Centraal       | 17           | 21 km   |
| E     | Slinge – Den Haag Centraal           | 23           | 27 km   |